# 국아군제
국아군제(일본어: 国衙軍制 코쿠가군세이[*])는 일본의 고대 말기에서 중세 초기(10세기-12세기)에 성립한 국가군사제도를 가리키는 역사 개념이다. 율령국가가 왕조국가로 변질되면서 조정이 지방(국아, 수령)에 행정권을 위임하는 과정에서 성립한 것으로 알려져 있다. 또 국아군제는 군사귀족 및 무사의 발생과 밀접한 관계가 있다고 생각된다.

## 배경
고대 일본은 율령국가로서 군단병사제를 군사제도로 채용하고 있었다. 군단병사제는 호적에 등록된 장정(성인 남성) 3명 중 1명을 징발하여 국가 단위에서 1000명 규모의 군단을 편성하는 제도이다. 이것은 7세기 말에서 8세기 초에 걸쳐 외국(당나라와 신라)의 위협에 대응하기 위해 구축한 것이었다. 그러나 8세기 말엽 대신라 외교정책이 전환됨에 따라 대외국방을 위한 군단병사제는 대폭 축소되었다. 따라서 군단병사제를 지탱해온 호적제도를 유지해야 할 필요성이 감소했고, 9세기 초가 되면 율령제의 기반이던 호적을 통한 개별 인신지배가 급속히 해체되기 시작했다.
율령제의 개별 인신지배가 이완되는 한편 재지사회에서는 계층분화가 진행되어, 백성들 중에서 사출권, 사영전 활동을 통해 부를 축적한 부호층이 형성되기 시작했다. 지방 행정관에 해당하는 국사는 기존의 개별 인신지배 대신 군사나 부호층의 소재지 경영을 통한 간접지배로 전환되어 갔다. 국사는 조공물을 수도의 중앙조정까지 운반(경진)해야 할 의무가 있었지만 그 경진을 담당하는 강령에 군사나 부호들을 임용하게 되었다. 또 공물이 손실되거나 미납될 경우 군사나 부호가 사적으로 보상할 의무를 지게 되었다.
9세기 중엽경부터 군사와 부호들이 경진하는 공물을 약탈하는 군도, 해적이 만연하기 시작했다. 그러나 이 군도나 해적들도 사실 군사나 부호들이었다. 국사가 실적을 올리기 위해 군사와 부호들에게 과도한 요구를 부과함에 따라 이에 대한 저항이 떼도둑이라는 형태로 출현한 것이다. 군도와 해적의 빈발에 대해 조정과 국사는 거의 유명무실한 군단으로는 만족스러운 대응을 할 수 없었기에 다른 진압대책을 취할 필요성을 느끼게 되었다.

## 기
9세기 중엽, 조정과 국사는 군도와 해적을 진압하기 위해 요로 율령에 포망령(捕亡令) 추포죄인조(追捕罪人条)에 있는 임시발병규정(臨時発兵規定)에 따라 대응하기 시작했다. 임시발병이란 발병칙부(発兵勅符)를 국사에게 교부하고, 국사는 이 칙부에 따라 율령국 내의 군사를 징발하여 군도와 해적을 제압하는 방식이었다.
임시발병규정에서 상정된 병사는 기존의 군단병이나 건아가 아니고, 백성 중 궁마에 능통한 자였다. 궁마에 능통한 백성이란 곧 군사와 부호층이며, 귀순하여 전국 각지에 이주당한 에조인의 후예인 부수(俘囚)도 여기 포함되었다. 임시발병규정의 적용에 의해 군사, 부호, 부수가 국내 군사력으로 새롭게 편성된 것이다. 특히 에조계 부수의 높은 전투력은 새로운 군제에 강한 영향을 주었다. 부수는 기마전술에 뛰어났으며, 그들이 승마한 채 사용하는 궐수도는 이후 일본도로 이어지는 수발형태도의 원형이 된다.
883년, 가즈사국에서 부수들이 무장봉기를 일으키자(가즈사 부수의 난) 조정은 상총국사에게 발병칙부 대신 추포관부(追捕官符)를 교부했다. 추포관부 역시 포망령을 기반으로 도망자를 추포하는 것을 명하는 태정관부의 일종이다. 이 사건을 계기로 이후 국사는 추포관부를 근거로 국내 인부를 동원할 수 있는 권한을 획득하여 적극적으로 군도와 해적 진압에 나설 수 있게 되었다. 이상과 같이 국아군제의 원형이 형성되어 갔다.

## 승
9세기 말-10세기 초에는 과감한 국정 개혁이 전개되었다. 공물을 부호층이 경진하면서 원궁왕신가(황족 및 유력귀족)가 부호층과 습합되어 자기 수입과 봉물의 보호를 도모했다. 부호들도 스스로 사영전을 원궁왕신가에 바쳐 장원으로 만들어 납세회피를 도모했다. 이로 인해 재정이 위기에 처하자 국아행정과 중앙재정을 재건하기 위해 원궁왕신가와 부호층의 관계를 차단하고 국사에게 지배권한을 크게 위임하는 개혁이 이루어진 것이다. 이렇게 성립된 체제를 왕조국가체제라고 한다.
율령국가에서 왕조국가로 전환되면서 부호층의 공물 경진은 폐지되었고, 국사(수령)의 조세진납이 이루어지게 되었다. 그 결과 경진되는 공물을 노리는 군도와 해적의 준동은 진정되었다. 또한 수령의 권한을 집중하여 국아기구 내부는 수령 직속부서인 소(所)를 중심으로 재구성되었다. 군사와 부호층은 토지를 경작하고 납세를 맡아 전도부명(田堵負名)이라는 이름으로 국아지배에 포함되었다. 또한 각 소에 배속되어 재청관인으로서 국아 행정의 일익을 담당하게 되었다.
이런 국정개혁이 이루어지던 동시기, 동국에서는 간표·엔기 동국의 난이 발발했다. 조정은 추포관부를 추가로 발급하고 각 율령국에 국압령사를 배치하도록 하는 조치를 취했다. 추포관부는 발병 등에 관한 재량권을 수령에게 제공했고, 수령은 율령국 내의 전도부명들을 병사로 동원, 국압령사에게 지휘권을 주고 추포의 실무를 담당케 했다. 이렇게 간표·엔기 동국의 난의 진압 과정을 통해 새로운 군사체제인 국아군제(国衙軍制)가 동국 지방에서 먼저 성립되었다. 이 군제는 추포관부를 병력동원의 법적 근거로 삼아 병력동원 권한을 얻은 수령이 국압령사에게 지휘권을 위임하고, 국압령사가 율령국 내의 병력을 군사편성하여 추포활동을 실시하는 시스템이다. 그리고 이 난의 진압에 공을 세운 「간표엔기공훈자」들이 초창기의 무사였다고 생각된다. 그들은 전도부명으로서 전지경영(田地経営)에 경제적 기반을 두면서, 수령의 밑에서 치안 유지 활동에 종사하는, 지금까지 없던 새로이 등장한 계층이었다.
한편, 서국 지방에서는 조헤이 연간(930년대) 내륙에서 해적행위가 빈발했다(조헤이 남해적). 936년 추포남도사(追捕南海道使)로 임명된 紀淑人과 그 부하 후지와라노 스미토모 등의 설득이 주효하여 해적들은 투항했다. 이 해적들은 알고 보니 부호층이었으며, 본래 위부사인(衛府舎人)의 지위를 갖고 있었다. 위부사인들은 대량미 징수권이라는 기득권을 가지고 있었지만, 조정이 엔기 연간(900년대)에 위부사인들의 기득권을 박탈하는 정책을 잇따라 내놓으면서 경제적 기반을 잃게 된 세토 내해 연안의 위부사인들이 자기 권익 주장을 계속하던 끝에 조헤이 연간에 이르러 마침내 해적으로 전락한 것이다. 그리고 그들을 설득해 전도부명의 이름으로 국아지배에 통합시킨 공로자가 후지와라노 스미토모였다. 해적 진압과정에서 세토 내해 연안 율령국들에 해적 대응을 위한 경고사(警固使)가 설치되었다. 이 경고사는 동국의 추포사에 해당한다. 추포관부에 의한 병력동원권을 얻은 수령 하의 경고사가 율령국 내의 군사와 부호층을 군사적으로 편성하여 유사시에 지휘권을 행사했다. 여기도 동쪽과 같은 국아군제가 성립된 것이다.

## 전
덴교 연간(930년대 말-940년대)의 조헤이 덴교의 난(다이라노 마사카도의 난 및 후지와라노 스미토모의 난의 총칭)은 간표 엔기 동국의 난과 조헤이 남해적에 대한 진압의 논공행상을 충분히 행하지 않았기 때문에 발생한 것으로 해석되고 있다. 동국의 난과 남해적의 난을 진압하는 데 진력한 초창기 무사들은 자신들이 충분한 은상을 받았다고 생각하지 않았다. 이들 초창기 무사들은 귀족 혈통을 받고 있었기에 무예를 통해 조정 정치에 복귀하는 것을 목표로 삼고 있었지만, 그것이 실현될 수 없자 실력행사로 시위에 나선 것이다.
결과적으로 시위에 나선 이들은 폭도로 취급되어 진압당하고, 그들을 진압한 무사들이 공훈을 인정받아 만족스러운 은상을 받게 되었다. 이때 공훈을 올린 사람을 조헤이 덴교 훈공자(承平天慶勲功者)라고 한다. 그들 대부분은 귀족 혈통이지만 매우 낮은 벼슬에 있는 중하급 관인이었다. 하지만 난을 진압하는 과정엣 조정은 그들을 위계제상 5위, 6위 등 수령급의 중하류 귀족으로 승진시켰다. 10세기 후반 귀족 사회에서 조헤이 덴교 훈공자 및 그 후손들은 군사 전문 가문으로 인식되었고, 이 "군사 전문 가문"들이 군사귀족, 즉 무사의 모체가 되었다.
왕조국가 체제가 성립한 이래 11세기 중기에 걸쳐 핵심 납세품목인 관물의 수취에 있어서는 수령이 큰 권한을 가지고 있었다. 수령은 군사 부호층을 출자하는 전도부명들에게 조세 납부 책임을 부과했지만, 세율 및 감면 비율 등을 둘러싸고 수령과 전도부명들 사이에 갈등이 발생했다. 수령은 인사고과를 올리기 위해 법령대로 가혹한 수탈을 했다. 전도부명들은 이에 맞서 수령을 습격하거나 태정관에 소송(국사학정상소)을 올리는 등 대항 수단 강구에 나섰다. 특히 수령을 기습하는 행위는 반국가행위로 취급되어 흉당(凶党)이라 불렸으며 군사 제압의 대상이 되었다. 이때 흉당을 진압하는 것은 수령이 이끄는 국아기구였다.
흉당이 발생할 경우 국아는 즉시 중앙 태정관에 국해(国解; 보고서)를 송부하고, 이것을 받은 태정관은 의정관 공경회의에서 심의를 하여 국아에게 추포관부를 발급한다. 관부에 의해 합법적인 군사동원권을 획득한 수령은 국아의 군사지휘자인 국추포사, 국압령사, 경고사들에게 흉당 수색 및 범죄 수사 등의 구체적 활동을 명령한다. 추포를 명받은 추포사는 율령국 내의 무사를 동원하여 추포 활동의 실무를 전개한다. 흉당을 포박한 후 국아의 검비위사가 심문을 하고, 수사 경위를 정리한 보고서를 수령이 태정관에 전달한다.
수령에게서 명령을 받아 추포사가 동원하는 것은 율령국의 국내무사이다. 국내무사의 동원은 동원을 요청하는 문서를 순차적으로 순환하는 회문(廻文)식 방법이 사용되었다고 할 수 있다. 국내무사들은 동원에 응할 경우 롤링페이퍼의 자기 이름 아래에 봉(奉)이라고 기재하고, 응하지 않을 경우 불참(不参)이라고 기재했다. 흉당의 추포가 완료된 경우 흉당의 영지와 재산은 몰수되며, 추포에 참여한 무사들에게 은상으로 급여된다.
수령이 국내무사를 파악하는 절차는 다음과 같다. 수령은 부임한 직후 재청관인에게 명하여 국내 상황을 정리한 보고서인 주문(注文)을 제출받는다. 그 주문을 바탕으로 국내무사를 열거한 명단인 무사교명(武士交名)이 수령에게 작성되었다. 무사교명에 등재된 무사들은 조헤이 덴교 훈공자의 자손이며, 무예를 세습하고 있는 자들이다. 무사교명에 등재된 것이 무사 신분을 나타내는 지표인 것이며, 즉 무사는 무예자로 국아에 승인된 자들을 가리키는 것이다. 이런 국내무사의 수는 한 율령국당 몇 명에서 수십 명 정도였던 것으로 추측된다.
국내무사를 추포 활동에 참여토록 하는 동기부여가 된 것은 공훈의 보상이다. 추포관부의 발포는 추포에 참여하여 공훈을 세운 자에 대한 은상 급여를 보장하는 것이었다. 추포관부 없이 추포가 이루어질 경우 사합전(私合戦)으로 취급되어 은상의 대상이 되지 않았다. 또한 동원을 거부한 경우 처벌 대상이 될 수 있었다.

## 결
11세기 중엽, 왕조국가 체제에 변혁이 이루어졌다. 1040년대를 전기로 그 이전을 전기왕조국가, 이후를 후기왕조국가로 구분하는 경향이 있다. 이 경향에 따르면 후기왕조국가는 전국적인 조세부과(일국평균역 등)을 계기로 성립되었다. 그 전까지는 수령의 권한으로 지방행정을 전개하고 군사와 부호층들이 개발해온 장원도 국아의 승인에 의해 존립하고 있었다. 이를 국면장(国免荘)이라 한다. 그러나 헤이안쿄가 불탄 것 등을 계기로 전국적인 조세 부과가 임시로 실시되면서 장원 측은 국아가 아닌 중앙 태정관에 면세 신청을 할 수 있게 되었다. 면세 특권을 획득한 영지는 영역이 통합되며 일원화 등을 통해 확대되는 경향을 보이면서 국아가 지배하는 공령을 잠식하기 시작했다. 이 시기에 이르면 전도부명 계층의 대 수령 투쟁(소위 흉당 행위)는 거의 볼 수 없게 되고, 대신 장원과 공령 간의 무력분쟁이 빈발하기 시작했다.
국아군제는 흉당의 추포를 주 업무로 삼고 있었는데, 장원과 공령 간의 분쟁에서 장원 측은 흉당에 해당하지 않았기 때문에 국아군제로는 장원과 공령의 분쟁을 제압할 수가 없었다. 그래서 수령은 장원에 대한 대항수단으로 군사적 대응능력을 가진 무사신분의 전도부명에게 공령의 경영과 치안유지를 위임함으로써 공령의 유지를 도모하였다. 이때 국내무사 신분의 전도부명들은 동일 군(郡)에 기반을 가진 이들끼리 서로 경쟁하고 있었다. 때문에 기존 군의 밑에 있던 향(郷) 등의 영역을 군과 동등한 국아통치 단위로 인상시키면서 경쟁무사들이 대등한 지위를 얻을 수 있도록 하여 각 경영자로 임명된 것으로 간주된다. 이렇게 하여 공령은 군(郡)・향(郷)・보(保) 등의 단위로 재구성되었고, 무사들은 군사・향사・보사로서 군・향・보의 경영과 치안을 담당하게 되었다.
이들 무사들은 수령에게서 위임받은 징세권, 검단권, 권농권을 근거로 재지영주로 성장해갔다. 또한 무사 신분의 전도부명들 중 일부는 사영전을 권문세가(황실, 유력귀족, 유력사찰)에 자발적으로 바쳐 장원으로 만드는 동시에 장원을 다스리는 마름[荘官]으로도 임명되었다. 즉 무사들은 한편으로는 국아측의 군사, 향사로서 국아령의 유지에 참여하면서 한편으로는 장원 측의 장관으로서 장원 확대를 도모하고 있었던 것이다. 이렇게 무사의 재지영주화가 진행되었고, 재지영주가 된 무사는 재청관인이 되어 국아행정에 참여하는 한편 혼인관계를 통해 무리를 형성하고 무사단이라는 결합관계를 구축해나갔다. 한 율령국당 1명씩 편성된 국추포사 또는 국압령사는 점차 특정 가계가 세습하게 되었고, 이것이 대를 걸쳐 누적되면서 국추포사는 국내무사의 지도자, 다시 말해 일국동량(一国棟梁)으로 국내무사를 조직했다.
11세기 중엽의 후기왕조국가 성립 이후 국아군제는 기능을 정지했다. 국내무사들은 수령의 동원명령이 아닌 추포사 지위를 가진 일국동량의 지휘를 따르게 되었다. 1030년 다이라노 다다쓰네의 난을 진압하는 추토사로 임명된 미나모토노 요리노부가 순식간에 다다쓰네를 항복시키자 조정은 국아군제를 대체할 군사제도로 추토사방식을 많이 사용하기 시작했다. 군사귀족이던 요리노부는 추토의 성공으로 반동(板東) 지역의 많은 무사들과 주종관계를 맺고 최초의 무가동량이라 할 수 있는 존재가 되었다. 유사시에는 이러한 무가동량이 추토사에 보임되고, 무가동량과 주종관계를 맺은 일국동량이 산하 무사단을 동원해 군사 활동을 전개하게 된 것이다.
12세기 말 겐페이 합전을 거쳐 성립된 초기 가마쿠라 막부 정권은 국투포사의 권한을 계승한 총추포사(惣追捕使)를 각 율령국에 설치하는 것에 대해 조정의 승인을 얻었다. 총추포사는 국내무사를 통솔하는 역할을 담당했으며, 이는 국아군제의 틀을 재도입한 것으로 평가할 수 있다. 이후 총추포사는 수호제도로 발전되었다.

## 참고 자료
- 下向井龍彦、『国衙と武士』（「岩波講座 日本通史 第6巻 古代5」所載）、岩波書店、1995年、ISBN 4000105566
- 下向井龍彦、『日本の歴史07 武士の成長と院政』、講談社、2001年、ISBN 4062689073
- 下向井龍彦、『国衙軍制』項（「日本古代史研究事典」所載）、東京堂出版、1995年、ISBN 4490103964